# Педро Мехіас
Педро Хесус Мехіас Родрігес (ісп. Pedro Jesus Mejias Rodriguez; нар. 18 грудня 1991) — венесуельський борець вільного стилю, срібний та триразовий бронзовий призер Панамериканських чемпіонатів, бронзовий призер Панамериканських ігор, дворазовий чемпіон та срібний призер Південноамериканських ігор, чемпіон, срібний та бронзовий призер Центральноамериканських і Карибських ігор, бронзовий призер Центральноамериканського і Карибського чемпіонату, чемпіон та бронзовий призер Боліваріанських ігор. Рідше бере участь у змаганнях з греко-римської боротьби, але призових місць на престижних міжнародних турнірах не досягав.

## Біографія
Боротьбою почав займатися з 2003 року. У 2007 році здобув чемпіонський титул на Панамериканському чемпіонаті серед кадетів. У 2010 році став бронзовим призер Панамериканського чемпіонату 2010 року серед юніорів. Наступного року на цих же змаганнях у тій же віковій групі піднявся сходинкою вище, завоювавши срібну медаль. На Панамериканському юніорському чемпіонаті 2010 року також виступив у змаганнях з греко-римської боротьби, посівши п'яте місце.
Виступає за борцівський клуб «Симон Болівар», Баринас.

## Спортивні результати на міжнародних змаганнях

### Виступи на Чемпіонатах світу
| Змагання                        | Збірна    | Вагова категорія          | Місце |
| ------------------------------- | --------- | ------------------------- | ----- |
| Чемпіонат світу з боротьби 2013 | Венесуела | вільна боротьба, до 55 кг | 16    |
| Чемпіонат світу з боротьби 2014 | Венесуела | вільна боротьба, до 57 кг | 14    |
| Чемпіонат світу з боротьби 2015 | Венесуела | вільна боротьба, до 57 кг | 23    |

### Виступи на Панамериканських чемпіонатах
| Змагання                                   | Збірна    | Вагова категорія                 | Місце  |
| ------------------------------------------ | --------- | -------------------------------- | ------ |
| Панамериканський чемпіонат з боротьби 2013 | Венесуела | вільна боротьба, до 55 кг        | Бронза |
| Панамериканський чемпіонат з боротьби 2015 | Венесуела | вільна боротьба, до 57 кг        | 11     |
| Панамериканський чемпіонат з боротьби 2016 | Венесуела | вільна боротьба, до 61 кг        | Бронза |
| Панамериканський чемпіонат з боротьби 2017 | Венесуела | вільна боротьба, до 57 кг        | 10     |
| Панамериканський чемпіонат з боротьби 2017 | Венесуела | греко-римська боротьба, до 59 кг | 5      |
| Панамериканський чемпіонат з боротьби 2018 | Венесуела | вільна боротьба, до 57 кг        | 5      |
| Панамериканський чемпіонат з боротьби 2019 | Венесуела | вільна боротьба, до 57 кг        | Бронза |
| Панамериканський чемпіонат з боротьби 2020 | Венесуела | вільна боротьба, до 57 кг        | Срібло |
| Панамериканський чемпіонат з боротьби 2022 | Венесуела | вільна боротьба, до 57 кг        | 10     |

### Виступи на Панамериканських іграх
| Змагання                  | Збірна    | Вагова категорія          | Місце  |
| ------------------------- | --------- | ------------------------- | ------ |
| Панамериканські ігри 2015 | Венесуела | вільна боротьба, до 57 кг | Бронза |
| Панамериканські ігри 2019 | Венесуела | вільна боротьба, до 57 кг | 7      |

### Виступи на Південноамериканських іграх
| Змагання                       | Збірна    | Вагова категорія          | Місце  |
| ------------------------------ | --------- | ------------------------- | ------ |
| Південноамериканські ігри 2014 | Венесуела | вільна боротьба, до 57 кг | Золото |
| Південноамериканські ігри 2018 | Венесуела | вільна боротьба, до 57 кг | Золото |
| Південноамериканські ігри 2022 | Венесуела | вільна боротьба, до 57 кг | Срібло |

### Виступи на Центральноамериканських і Карибських іграх
| Змагання                                                | Збірна    | Вагова категорія          | Місце  |
| ------------------------------------------------------- | --------- | ------------------------- | ------ |
| Центральноамериканські і Карибські ігри 2014 (Сан-Хуан) | Венесуела | вільна боротьба, до 57 кг | Срібло |
| Центральноамериканські і Карибські ігри 2014 (Веракрус) | Венесуела | вільна боротьба, до 57 кг | Золото |
| Центральноамериканські і Карибські ігри 2018            | Венесуела | вільна боротьба, до 57 кг | Бронза |

### Виступи на Боліваріанських іграх
| Змагання                 | Збірна    | Вагова категорія          | Місце  |
| ------------------------ | --------- | ------------------------- | ------ |
| Боліваріанські ігри 2013 | Венесуела | вільна боротьба, до 55 кг | Золото |
| Боліваріанські ігри 2017 | Венесуела | вільна боротьба, до 57 кг | Бронза |
| Боліваріанські ігри 2022 | Венесуела | вільна боротьба, до 57 кг | 4      |

### Виступи на Центральноамериканських і Карибських чемпіонатах
| Змагання                                                       | Збірна    | Вагова категорія          | Місце  |
| -------------------------------------------------------------- | --------- | ------------------------- | ------ |
| Центральноамериканський і Карибський чемпіонат з боротьби 2018 | Венесуела | вільна боротьба, до 57 кг | Бронза |

### Виступи на інших змаганнях
| Змагання                                                         | Збірна    | Вагова категорія          | Місце  |
| ---------------------------------------------------------------- | --------- | ------------------------- | ------ |
| Гран-прі Іспанії з боротьби 2013                                 | Венесуела | вільна боротьба, до 55 кг | 5      |
| Гран-прі Парижа з боротьби 2016                                  | Венесуела | вільна боротьба, до 57 кг | 8      |
| Олімпійський кваліфікаційний турнір з боротьби 2016 (Фріско)     | Венесуела | вільна боротьба, до 57 кг | Бронза |
| Олімпійський кваліфікаційний турнір з боротьби 2016 (Улан-Батор) | Венесуела | вільна боротьба, до 57 кг | 9      |
| Олімпійський кваліфікаційний турнір з боротьби 2016 (Стамбул)    | Венесуела | вільна боротьба, до 57 кг | 7      |
| Cerro Pelado International 2018                                  | Венесуела | вільна боротьба, до 57 кг | Бронза |
| Меморіал Маттео Пелліконе 2020                                   | Венесуела | вільна боротьба, до 57 кг | 7      |
| Олімпійський кваліфікаційний турнір з боротьби 2020 (Оттава)     | Венесуела | вільна боротьба, до 57 кг | Бронза |
| Турнір Дана Колова — Николи Петрова 2021                         | Венесуела | вільна боротьба, до 57 кг | 5      |
| Олімпійський кваліфікаційний турнір з боротьби 2020 (Софія)      | Венесуела | вільна боротьба, до 57 кг | 15     |

### Виступи на змаганнях молодших вікових груп
| Змагання                                                 | Збірна    | Вагова категорія                 | Місце  |
| -------------------------------------------------------- | --------- | -------------------------------- | ------ |
| Панамериканський чемпіонат з боротьби серед кадетів 2007 | Венесуела | вільна боротьба, до 46 кг        | Золото |
| Чемпіонат світу з боротьби серед юніорів 2009            | Венесуела | вільна боротьба, до 50 кг        | 15     |
| Панамериканський чемпіонат з боротьби серед юніорів 2010 | Венесуела | вільна боротьба, до 55 кг        | Бронза |
| Панамериканський чемпіонат з боротьби серед юніорів 2010 | Венесуела | греко-римська боротьба, до 55 кг | 5      |
| Панамериканський чемпіонат з боротьби серед юніорів 2011 | Венесуела | вільна боротьба, до 55 кг        | Срібло |